# Die Insel der Gestrandeten
Die Insel der Gestrandeten ist ein US-amerikanisches Stummfilmdrama aus dem Jahr 1924 von Chester Bennett mit George O’Brien und Dorothy Mackaill in den Hauptrollen. Das Drehbuch basiert auf der Kurzgeschichte The Painted Lady von Larry Evans.

## Handlung
Aus Liebe zu ihrer Pflegemutter nimmt Violet die Schuld für einen Einbruch auf sich, den in Wirklichkeit ihre Halbschwester Pearl begangen hat. Sie kommt ins Gefängnis und wird nach ihrer Freilassung von der Polizei so terrorisiert, dass sie keinen Job mehr ausüben kann. Sie wird Prostituierte. 
Mit einem ihrer Kunden, dem wohlhabenden Roger Lewis, macht sie Urlaub in der Südsee, wo sie Luther Smith kennenlernt. Smith, ein Seemann, war nach seiner Rückkehr nach Hause gekommen und hatte festgestellt, dass seine Schwester Alice ermordet wurde. Er sucht nun nach ihrem Mörder, was ihn jedoch nicht davon abhält, sich in Violet zu verlieben. Violet fühlt sich Luthers Liebe nicht würdig und verlässt die Insel. Luther hat inzwischen herausgefunden, dass Sutton, der Kapitän des Schiffes, auf dem er sich befindet, der Mörder seiner Schwester ist. 
Während eines Sturms kollidiert Suttons Schiff mit der Yacht, auf dem Violet an Bord ist. Sutton rettet Violet und versucht, seinen Willen mit ihr durchzusetzen. Als sie sich als unkooperativ erweist, bringt er sie zurück auf die Insel, wo er beginnt, sie an eine Gruppe Drogenabhängige zu versteigern. Doch Luther rettet sie und zieht Sutton zur Rechenschaft.

## Hintergrund
Am 31. Mai 1924 wurde mitgeteilt, dass die Produktion in den Fox-Studios Los Angeles stattfinden. Drehbeginn war Ende Juni 1924. 
Eine Pressemeldung vom 2. August 1924 informierte, dass einige Dreharbeiten auf See stattfanden, auf einem Schoner, der für die Produktion gekauft und umgebaut worden war. Zudem wurde berichtet, dass fertige Kopien des Films vor kurzem von Hollywood nach New York geschickt worden waren.
Die Premiere des Films fand am 28. September 1924 statt.
Die Kurzgeschichte, auf der das Drehbuch basiert, wurde von Fox schon 1917 mit When a Man Sees Red verfilmt. 1934 produzierte das Studio mit Abenteuer in Borneo eine weitere Adaption.